# António-Pedro Vasconcelos
António-Pedro Vasconcelos (portuguès: António-Pedro Saraiva de Barros e Vasconcelos)  (Leiria, 10 de març de 1939 - Lisboa, 5 de març de 2024) va ser un director de cinema portuguès del cinema novo.

## Biografia
Vasconcelos era el mitjà de tres fills de Guilherme de Barros e Vasconcelos, un advocat i noble, i Palmira Henriqueta de Carvalho Saraiva. Va estudiar dret a la Universitat de Lisboa, i filmografia a la La Sorbona, carreres que mai no va acabar.
El 1961, Vasconcelos es va casar amb Maria Helena Marques, de qui més tard es va divorciar. Amb la seva segona esposa, Maria Teresa de Carvalho de Albuquerque Schmidt, va tenir quatre fills: Pedro Jaime Marque, Guilherme Infante de Lacerda, Patrícia Marques i Diogo Schmidt.

## Filmografia
- Exposição de Tapeçaria (1968)
- Indústria Cervejeira em Portugal - 2 (1968)
- Tapeçaria - Tradição Que Revive (1968)
- 27 Minutos Com Fernando Lopes Graça (1969)
- Fernando Lopes Graça (1971)
- Perdido por Cem... (1973)
- Adeus, Até ao Meu Regresso (1974)
- Emigr/Antes... E Depois? (1976)
- Oxalá (1981)
- O Lugar do Morto (1984)
- Aqui d'El Rei! (1992)
- Jaime (1999)
- Os Imortais (2003)
- Call Girl (2007)
- A Bela e o Paparazzo (2010)
- Parque Mayer (2018)
- KM 224 (2022)